# محمد حماسة عبد اللطيف
محمد حماسة عبد اللطيف رفاعي  (1941 م - 31 ديسمبر 2015)، نحوي وأديب وشاعر من أبرز علماء العربية في العصر الحديث، انتُخب نائبا لرئيس مجمع اللغة العربية بالقاهرة في عام 2013، وهو أستاذ بكلية دار العلوم جامعة القاهرة ،ولد في عام 1941م بقرية كفر صَراوة المنوفية ،حفظ القرآن الكريم وجَوَّده على يدي والده الشيخ عبد اللطيف رفاعي ثم رحل إلى القاهرة لطلب العلم بالأزهر الشريف ،حصل على درجة الليسانس في اللغة العربية والعلوم الإسلامية بتقدير ممتاز مع مرتبة الشرف الأولى من دار العلوم عام 1967 م ثم على الماجستير والدكتوراه من نفس الجامعة، وخلال مسيرته في خدمة اللغة العربية عمل أستاذًا في العديد من جامعات العالم العربي والإسلامي. عين عميدا لمعهد اللغات واللغويات في الجامعة الإسلامية العالمية بإسلام آباد 1992 م. تولى رئاسة قسم النحو والصرف والعروض بدار العلوم في عام 1994م ثم اختير وكيلاً لكلية دار العلوم في 2001م وهو أستاذ متفرغ بدار العلوم إلى أن تم فصله في 24 أغسطس 2015 بتهمة الجمع بين وظيفتين، حيث قال جابر نصار في محاولة تبرير القرار أن الدكتور محمد حماسة كان يعمل بمجمع اللغة العربية دون إذن رسمي من الجامعة، وهو ما يعد سابقة في تاريخ المجمع حيث أن العديد من أعضاء المجمع كانوا أعضاء بهيئات التدريس في الجامعات المختلفة.
توفي الدكتور محمد حماسة في 31 ديسمبر2015 راثيا نفسه قبل وفاته بيومين قائلا:
"لم أفعل العُرْف لا خوفًا ولا طمعًا *** لكنه اللهُ والأخلاقُ والدارُ
ما كنتُ أبغى سوى حسْن الوِداد به *** وقد جُزيتُ كما يُجزى سنمارُ
يكفى جزائيَ أنى قد سعدتُ بما *** أتيتُ من عملٍ واللهَ أختارُ".
وانتقد العديدون موقف إدارة كلية دار العلوم السلبي من إنصاف العالم الكبير، ووصفه البعض بالانحياز لأطراف معينة لتحقيق مصالح شخصية.

## عضوية الجمعيات العلمية والثقافية
- نائب رئيس مجمع اللغة العربية بالقاهرة (بناء على انتخابات تمت يوم الإثنين 27 مايو 2013).
- عضو مؤسس باتحاد الكتاب المصري.
- عضو لجنة الشعر بالمجلس الأعلى للثقافة.
- عضو بمجلس إدارة مركز تعليم اللغة العربية للأفارقة وغيرهم بجامعة القاهرة.
- عضو جمعية الأدب المقارن المصرية.

## أهم مؤلفاته
1. الضرورة الشعرية في النحو العربي. الناشر: مكتبة دار العلوم 1979 م القاهرة.
2. النحو والدلالة مدخل لدراسة المعنى النحوي الدلالي. الناشر: مكتبة ومطبعة المدينة – القاهرة 1983 م.
3. العلامة الإعرابية في الجملة بين القديم والحديث. الناشر: جامعة الكويت 1984 م.
4. في بناء الجملة العربية. الناشر: دار القلم بالكويت 1982 م.
5. الجملة في الشعر العربي. الناشر: مكتبة الخانجي 1989 القاهرة.
6. ظواهر نحوية في الشعر الحر: دراسة نصية في شعر صلاح عبد الصبور. الناشر مكتبة الخانجي بالقاهرة 1990 م.
7. من الأنماط التحويلية في النحو العربي. الناشر: مكتبة الخانجي بالقاهرة 1990 م.
8. اللغة وبناء الشعر. الناشر: مكتبة الزهراء بالقاهرة 1992 م.
9. التوابع في الجملة العربية. الناشر: مكتبة الزهراء بالقاهرة 1987 م.
10. البناء العروضي للقصيدة العربية. الناشر: دار الشروق بالقاهرة 1999 م. [3]
11. القافية في الشعر العربي. الناشر: مكتبة الثقافة بالقاهرة 1996 م.
12. ظاهرة الإعلال والإبدال في العربية. مكتبة الثقافة بالقاهرة 1995 م.
13. التحليل الصرفي للفعل في العربية. مكتبة دار العلوم بالقاهرة 1995 م.
14. التحليل الصرفي للأسماء في العربية. مكتبة الزهراء بالقاهرة 1995 م.
15. الإبداع الموازي. التحليل النَّصي للشعر – دار غريب 2001 م.

## الأعمال الشعرية
- ثلاثة ألحان مصرية (بالاشتراك)، الهيئة المصرية العامة للكتاب 1970 م.
- نافذة في جدار الصمت (بالاشتراك)، مكتبة الشباب 1975 م.
- حوار مع النيل، دار غريب 2000 م.
- سنابل العمر. دار غريب 2005 م.